# Ekiga
Ekiga (ikaɪgæ) — заброшенное свободное и открытое приложение IP-телефонии и проведения видеоконференций, которое ранее называлось GnomeMeeting. Являлось частью рабочей среды GNOME.
Работает в Microsoft Windows и Unix-подобных операционных системах. Ekiga поддерживает протоколы SIP и H.323 (с помощью OpenH323) и способна взаимодействовать с другими SIP- и H.323-совместимыми клиентами, а также с Microsoft NetMeeting. Поддерживает множество аудио- и видеокодеков высокого качества.
Первая версия программы была написана Дамьеном Сандрасом в качестве дипломной работы. Впоследствии она разрабатывалась сообществом под руководством Сандраса. Ekiga.net также был бесплатным и частным регистратором SIP, который позволял своим членам инициировать и завершать (принимать) звонки друг от друга и друг к другу непосредственно через Интернет. Услуга была прекращена в конце 2018 года.
Распространяется на условиях GNU General Public License версии 2 или больше.

## Возможности

### Интеграция
Ekiga интегрирован с рядом различных программных пакетов и протоколов, таких как регистрация и просмотр каталогов LDAP, а также поддержка Novell Evolution, так что контакты совместно используются обеими программами и поддержкой zeroconf (Apple Bonjour). Он автоматически обнаруживает устройства, включая звуковые карты USB, ALSA и OSS, камеры Video4linux и FireWire.

### Общее
- Интеграция с Evolution
- LDAP
- Адресная книга
- История вызовов
- Номеронабиратель
- Поддержка Video4Linux, Video4Linux 2 и Firewire камер
- HIG-совместимый GUI
- Совместимость с KDE и GNOME
- Список контактов
- Усовершенствованная полноэкранная видеоконференция

### Кодеки
- iLBC, GSM-06.10, MS-GSM, G.711-Alaw, G.711-uLaw, G.726, G.721, G.722, Speex и CELT[англ.] аудиокодеки
- Intel IPP кодеки (G.723.1, G.728, G.729, GSM-06.10 (GSM-FR), GSM-AMR, G.722.2 (GSM-AMR-WB), H.264, MPEG-4 Part 2)[7]
- Динамический буфер колебаний задержек
- Динамический пороговый алгоритм для определения пауз
- Эхоподавление
- H.261
- H.263+
- H.264
- Theora
- MPEG-4
- Частота кадров до 30 FPS
- Разрешение до 704 × 576

### H.323
- H.323v4-совместимость
- H.245-туннелирование и быстрый старт
- Поддержка привратника (gatekeeper)
- H.235 § D.
- Поддержка Gateway/Proxy
- H.450.1 удержание вызова
- H.450.2 переадресация вызова
- H.450.3 переадресовка звонка при отсутствии ответа, сигнале занято или постоянно
- Настраиваемые диапазоны портов
- RFC 2833, Q.931, Inband DTMF
- ENUM
- Прозрачная поддержка NAT с помощью STUN

### SIP
- SIP-совместимый
- RFC 2833 DTMF
- ENUM
- Прозрачная поддержка NAT с помощью STUN